# Bonifacio de la Cuadra
Bonifacio de la Cuadra Fernández (Úbeda, 1940 - Madrid, 23 de agosto de 2023) fue un periodista español. Redactor del diario El País, perteneció a la redacción fundacional del rotativo madrileño.

## Biografía
Bonifacio de la Cuadra Fernández nació en Úbeda (provincia de Jaén) en 1940. Se licenció en Derecho por la Universidad de Granada y más tarde cursó periodismo en la Escuela Oficial de Madrid. Trabajó pronto en la agencia de noticias Pyresa, para más tarde unirse al diario El País, medio en el que trabajaría el resto de su vida.

## Libros
- 1981 – Del consenso al desencanto. Con Soledad Gallego-Díaz. ISBN 9788485234233.
- 1989 – Crónica secreta de la Constitución. Editorial Tecnos. Con Soledad Gallego-Díaz. ISBN 9788430917952.